# Cantharellus subpruinosus
Cantharellus subpruinosus é uma espécie de fungo pertencente à família Cantharellaceae.